# Cursaru
Cursaru – wieś w Rumunii, w okręgu Gorj, w gminie Plopșoru. W 2011 roku liczyła 255 mieszkańców.